# Томас, Филип Фрэнсис
Филип Фрэнсис Томас (англ. Philip Francis Thomas, 12 сентября 1810 года, Истон, Мэриленд, США — 2 октября 1890 года, Балтимор, Мэриленд, США) — американский юрист и политик, был губернатором Мэриленда, а также занимал должность министра финансов в кабинете Джеймса Бьюкенена.

## Биография
Филип Фрэнсис Томас родился 12 сентября 1810 года в городе Истон штата Мэриленд. В 1830 году он окончил Колледж Дикинсона (англ. Dickinson College) в Пенсильвании. После этого, он работал юристом в Истоне.
Его политическая карьера началась в 1836 году. В 1848 году Филип Фрэнсис Томас был избран 28-м губернатором Мэриленда. Он оставался на этом посту до 1851 года.
В декабре 1860 года Филип Фрэнсис Томас был назначен 23-м министром финансов США. Сразу же после этого ему пришлось выпустить облигации, чтобы выплатить проценты по государственному долгу. В преддверии гражданской войны банкиры северных штатов не пожелали вкладываться в облигации, опасаясь, что деньги уйдут на юг. Поняв, что ему не удастся получить заём, в январе 1861 года Филип Фрэнсис Томас подал в отставку.
В последующие годы он продолжал (с переменным успехом) свою политическую и юридическую деятельность. Филип Фрэнсис Томас скончался в Балтиморе 2 октября 1890 года.